# دوسو

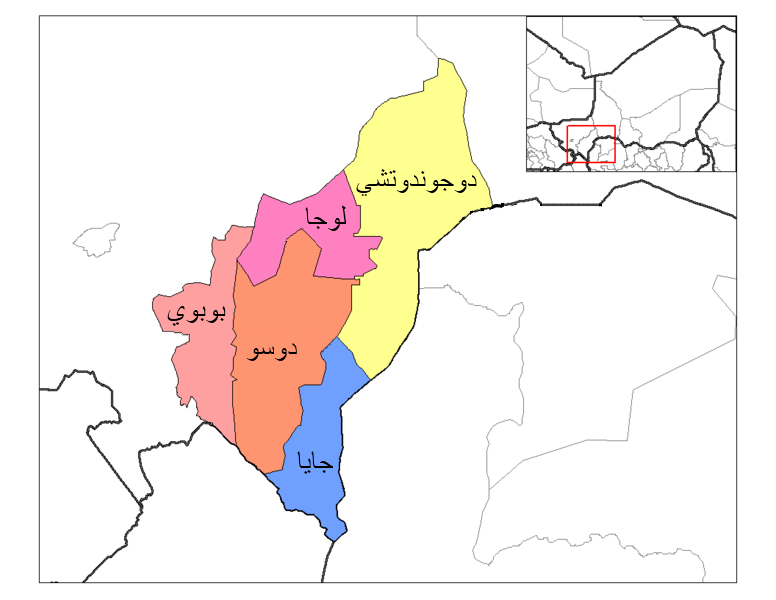
خريطة تقسيمات دوسو

دوسو Dosso هي منطقة إدارية في النيجر. عاصمتها هي مدينة دوسو. مساحة الإقليم هي 31,002 كم2 ويبلغ عدد سكانها 2,016,690 نسمة حسب الإحصاءات التي أعدها مجلس الإحصاء الوطني عام 2010.